# Prvenstvo Šibenskog nogometnog saveza 1975./76.
Prvenstvo Šibenskog nogometnog saveza (također i kao Prvenstvo Nogometnog saveza općine Šibenik, Liga NSO Šibenik) je bila liga šestog stupnja natjecanja nogometnog prvenstva Jugoslavije u sezoni 1975./76. 
 
Sudjelovalo je ukupno 6 klubova, a prvak je bio klub "Kričke". 

## Ljestvica
| mj. | klub              | ut.                    | pob.                   | ner.                   | por.                   | gol+                   | gol-                   | bod                    |
| --- | ----------------- | ---------------------- | ---------------------- | ---------------------- | ---------------------- | ---------------------- | ---------------------- | ---------------------- |
| 1.  | Kričke            | 8                      | 5                      | 1                      | 2                      | 23                     | 14                     | 11                     |
| 2.  | Borac Gračac      | 8                      | 5                      | 1                      | 2                      | 18                     | 10                     | 11                     |
| 3.  | Mladost Tribunj   | 8                      | 3                      | 2                      | 3                      | 19                     | 19                     | 8                      |
| 4.  | Vodice            | 8                      | 2                      | 3                      | 3                      | 12                     | 13                     | 7                      |
| 5.  | Aluminij Lozovac  | 8                      | 1                      | 1                      | 6                      | 10                     | 26                     | 3                      |
|     | 22. decembar Knin | odustali od natjecanja | odustali od natjecanja | odustali od natjecanja | odustali od natjecanja | odustali od natjecanja | odustali od natjecanja | odustali od natjecanja |

## Rezultatska križaljka
| kratica | klub              | ALU | BOR | KRI | MLA | VOD | 22D |
| --- | ----------------- | --- | --- | --- | --- | --- | --- |
| ALU | Aluminij Lozovac  |     |     | 1:3 |     |     |     |
| BOR | Borac Gračac      | 5:0 |     |     |     |     |     |
| KRI | Kričke            |     |     |     |     |     |     |
| MLA | Mladost Tribunj   |     | 0:1 |     |     | 1:1 |     |
| VOD | Vodice            |     |     |     |     |     |     |
| 22D | 22. decembar Knin |     |     |     |     |     |     |
| |                   |     |     |     |     |     |     |
| podebljan rezultat - utakmice od 1. do 5. kola (1. utakmica između klubova) rezultat normalne debljine - utakmice od 6. do 10. kola (2. utakmica između klubova) rezultat nakošen - nije vidljiv redoslijed odigravanja međusobnih utakmica iz dostupnih izvora rezultat nakošen i smanjen * - iz dostupnih izvora nije uočljiv domaćin susreta prekrižen rezultat - poništena ili brisana utakmica p - utakmica prekinuta 3:0 p.f. / 0:3 p.f. - rezultat 3:0 bez borbe n.i. - utakmica nije igrana |                   |     |     |     |     |     |     |

 Izvori: